# Antal Szerb
Antal Szerb (Budapest, 1 de mayo de 1901 - Balf, 27 de enero de 1945) es un conocido escritor y humanista húngaro. Está considerado como una de las más importantes personalidades de la literatura húngara del siglo XX.

## Vida y obra
Szerb nació en 1901 en una familia judía de Budapest, pero fue bautizado en el Catolicismo. Estudio húngaro, alemán y más tarde inglés, y obtuvo un doctorado en 1924. Entre 1924 y 1929 vivió en Francia e Italia, y pasó un año en Londres.
Como estudiante publicó diversos trabajos sobre Georg Trakl y Stefan George, y pronto se formó una gran reputación como erudito, escribiendo estudios sobre William Blake o Henrik Ibsen entre otros. Fue elegido presidente de la Academia Húngara de Literatura en 1933 (con sólo 32 años), y al año siguiente publicó su primera novela, La leyenda de los Pendragon, basada en sus experiencias personales en Inglaterra. Su segunda obra, la más conocida, es Utas és holdvilág ("El viajero bajo el resplandor de la luna") se publicó en 1937 y representa una casi ficción autobiográfica, una vuelta a la adolescencia, una mirada nostálgica al pasado. Mihály, héroe y narrador, mezcla el entusiasmo con la desilusión por el paso del tiempo. Constituye una obra maestra sobre el dilema de alguien que no quiere crecer pero tampoco puede volver atrás. "El viajero bajo el resplandor de la luna" se integra en la estirpe de novelas de Alain-Fournier, Coucteau o Sándor Márai sobre la adolescencia perdida aunque las trasciende: más que volver al pasado, mira hacia él hasta buscar sus propios fantasmas, encontrar lo que de él hay en los otros a través de diferentes transformaciones y juegos de iniciación. En el fondo, en el horizonte del héroe y del propio Antal Szerb se intuye el cataclismo histórico que se avecina con la Segunda Guerra Mundial.
Obtuvo una plaza como catedrático de literatura en la Universidad de Szeged ese mismo año. Ganó en dos ocasiones el Premio Baumgarten, en 1935 y 1937. 
En 1941 publicó una Historia de la literatura universal que todavía es utilizada hoy en día. También publicó un volumen dedicado a la teoría de la novela y otro sobre historia de la literatura húngara. Pese a que se le ofrecieron numerosas oportunidades para escapar a la persecución antisemita, decidió permanecer en Hungría, donde en 1942 publicó su última novela, Oliver VII, una fantasía pirandelliana sobre un rey que decide derrocarse a sí mismo, y luego tiene que interpretarse a sí mismo. Cuando se publicó por primera vez, se hizo pasar por una traducción de un autor inglés, ya que ningún autor judío habría podido publicar ya en Hungría en esas fechas.
Szerb fue deportado a un campo de concentración a finales de 1944, donde fue apaleado hasta la muerte en 1945.